# Damerabob
Damerabob (ook: Damero-Boob, Dabera, Domerabob of Domerabòb) is een dorp in het uiterste zuiden van het district Gabiley in de regio Woqooyi-Galbeed in Somaliland, een niet-erkende staat in Noord-Somalië.

## Ligging
Het ligt zo'n 65 km ten zuidwesten van Hargeisa (de hoofdstad van Somaliland); 36 km ten zuidwesten van Gabiley en slechts 700 m van de grens met Ethiopië.
De ligging van het dorp in het district Gabiley is cf. de oude bestuursindeling van Somalië uit 1986. Volgens de nieuwe bestuurlijke indeling waartoe Somaliland zelf besloot in 2002 ligt Damerabob in het district Allaybaday in de regio Maroodi Jeex.
Damerabob bestaat uit 15 à 20 omheinde familiekralen met aan de zuidoostrand van het dorp een moskeetje. Onverharde paden verbinden het Damerabob met dorpen in de omgeving zoals Allaybaday (3,8 km), Waalid-Xoor (3,4 km), Geed Ballaadh (10,9 km), Caraan Carka (11,1 km) en Diini Goobaale (12,5 km).

## Klimaat
Damerabob heeft een tropisch steppeklimaat beïnvloed door de forse hoogte waarop het dorp ligt, met een gemiddelde jaartemperatuur van 20,3 °C; de temperatuurvariatie is gering; de koudste maand is december (gemiddeld 17,3°); de warmste september (22,2°). Regenval bedraagt jaarlijks ca. 285 mm; In april - mei is het eerste regenseizoen (de zgn. Gu-regens) met in augustus-oktober een tweede regenseizoen (de zgn. Dayr-regens); het droge seizoen is van december - februari. De neerslag kan overigens van jaar tot jaar sterk variëren.